# 青春6人行
《青春6人行》（英語：Six Friends）是2001年台灣華視情景喜劇電視劇，由馬功偉執導，由周群達、柳翰雅、陳建州、李威、吳姵文、徐熙娣主演。

## 劇情大綱
大S（徐熙媛）的妹妹小S（徐熙娣）瞞著老爸把房子租給了阿雅（柳翰雅）、吳佩文、李威、陳建州、周群達、三男二女，幾個青春可愛的年輕人在一起各自發揮各自的高笑天份產生了一大堆的趣事，青春六人行由此展開隨著梁詠琪、任達華、蔡依林的加入故事更加搞笑連場，令你捧腹。該劇是繼《流星花園》之後，台灣又一引起哄動的青春偶像搞笑劇，本劇陣容超級空前，每一個都是活躍在台灣娛樂圈的「搞笑大腕」，一定會令你笑為觀止。謹記，觀看此片時請勿同時吃東西、喝水、以免由於笑果太強產生意外。

## 演員陣容

### 主要演員
| 演員   | 角色   | 暱稱/關係/職業                            |
| 徐熙娣 | 花子   | 一只一心只想A钱的铁公鸡                   |
| 柳翰雅 | 王淑芬 | 一个永远无法停止碎碎念的图书馆理员        |
| 吳姵文 | 小舞   | 一个迷信算命迷到走火入魔的KTV服务生       |
| 周群達 | Duncan | 一个正身陷女人泥沼无法自拔的健身教练      |
| 陳建州 | 小巴   | 一个浑身是劲满脑怪点子的变态AE            |
| 李威   | 阿飛   | 一个天生对发型设计茶超级坚持的E世代剪刀手 |

### 特別出演
- 蔡依林
- 梁詠琪
- 陳冠希
- 容祖兒
- 任達華
- 唐志中
- 許瑋倫